# درمانگاه کوچک ما
درمانگاه کوچک ما (اسلوونیایی: Naša mala klinika) یک مجموعهٔ تلویزیونی کمدی اسلوونیایی اثر برانکو جوریچ است که در سال ۲۰۰۴ منتشر شد.

## گزیدهٔ بازیگران
- بویانا گرگوریچ
- گوران ناوویتس
- رنه بیتورایاتس
- یادرانکا جوکیچ
- فیلیپ شوواگوویچ
- رنه بیتورایاتس

## آمار پخش
| فصل‌ها | فصل‌ها | قسمت‌ها | تاریخ پخش       | تاریخ پخش      |
| فصل‌ها | فصل‌ها | قسمت‌ها | نخستین قسمت     | آخرین قسمت     |
| ----- | ----- | ------ | --------------- | -------------- |
|       | ۱     | ۱۲     | ۱۳ سپتامبر ۲۰۰۴ | ۲۹ نوامبر ۲۰۰۴ |
|       | ۲     | ۱۸     | ۱۴ فوریه ۲۰۰۵   | ۱۳ ژوئن ۲۰۰۵   |
|       | ۳     | ۱۴     | ۱۲ سپتامبر ۲۰۰۵ | ۱۲ دسامبر ۲۰۰۵ |
|       | ۴     | ۱۸     | ۱۳ فوریه ۲۰۰۶   | ۱۲ ژوئن ۲۰۰۶   |
|       | ۵     | ۱۶     | ۴ سپتامبر ۲۰۰۶  | ۱۸ دسامبر ۲۰۰۶ |
|       | ۶     | ۱۹     | ۱۲ فوریه ۲۰۰۷   | ۱۸ ژوئن ۲۰۰۷   |
|       | ۷     | ۱۵     | ۳ سپتامبر ۲۰۰۷  | ۱۰ دسامبر ۲۰۰۷ |